# Chimera amerykańska
Chimera amerykańska (Hydrolagus colliei) – gatunek ryby chrzęstnoszkieletowej z rodziny chimerowatych (Chimaeridae). Spotykana w akwariach publicznych.

## Zasięg występowania
Wschodni Ocean Spokojny na głębokościach od 0–900 m, od Alaski po Zatokę Kalifornijską.  

## Opis
Osiąga do około 1 m długości. Żywi się głównie skorupiakami i rybami.